# Wiener Neustadt-Land
Wiener Neustadt (tidigare Wiener Neustadt-Land) är ett distrikt (Bezirk) i det österrikiska förbundslandet Niederösterreich. Dess huvudort är Wiener Neustadt som dock inte ingår i distriktet då den är en stad med egen statut, det vill säga en stadskommun där stadsförvaltningen även sköter distriktsuppgifterna. 
Distriktet består av följande städer, köpingar och kommuner: 
Städer
- Ebenfurth
- Kirchschlag in der Buckligen Welt

Kommunerna i distriktet Wiener Neustadt

Köpingar
- Bad Erlach
- Bad Fischau-Brunn
- Bromberg
- Felixdorf
- Gutenstein
- Hochneukirchen-Gschaidt
- Krumbach
- Lanzenkirchen
- Lichtenwörth
- Markt Piesting
- Schwarzenbach
- Sollenau
- Theresienfeld
- Waldegg
- Wiesmath
- Winzendorf-Muthmannsdorf
- Wöllersdorf-Steinabrückl
- Zillingdorf

Landskommuner
- Bad Schönau
- Eggendorf
- Hochwolkersdorf
- Hohe Wand
- Hollenthon
- Katzelsdorf
- Lichtenegg
- Matzendorf-Hölles
- Miesenbach
- Muggendorf
- Pernitz
- Rohr im Gebirge
- Waidmannsfeld
- Walpersbach
- Weikersdorf am Steinfelde